# 天主教涅里總教區
天主教涅里總教區（拉丁語：Archidioecesis Nyeriensis）是肯亞一個羅馬天主教教省總教區，下轄六個教區。
1905年9月14日設立自治傳教區，1909年7月12日升為宗座代牧區。1953年3月25日升為教區。1990年5月21日升為總教區。
總教區位於肯亞中部，2004年有教友476,870人（佔轄區總人口60.3%）、廿八個堂區、104名司鐸。現任總主教為伯多祿·凱羅。